# Csang Deil
Csang Deil (hangul: 장대일, handzsa: 張 大, RR: Jang Dae-il; Incshon, 1975. március 9. –) dél-koreai válogatott labdarúgó.

## Pályafutása

### Klubcsapatban
1998 és 2000 között a Csonan Ilhva Csunma csapatában játszott. 2000 és 2003 között a Puszan IPark játékosa volt. 

### A válogatottban
1997 és 1998 között 15 alkalommal játszott a dél-koreai válogatottban. Részt vett az 1998-as világbajnokságon.